# 아우니 누올리바라

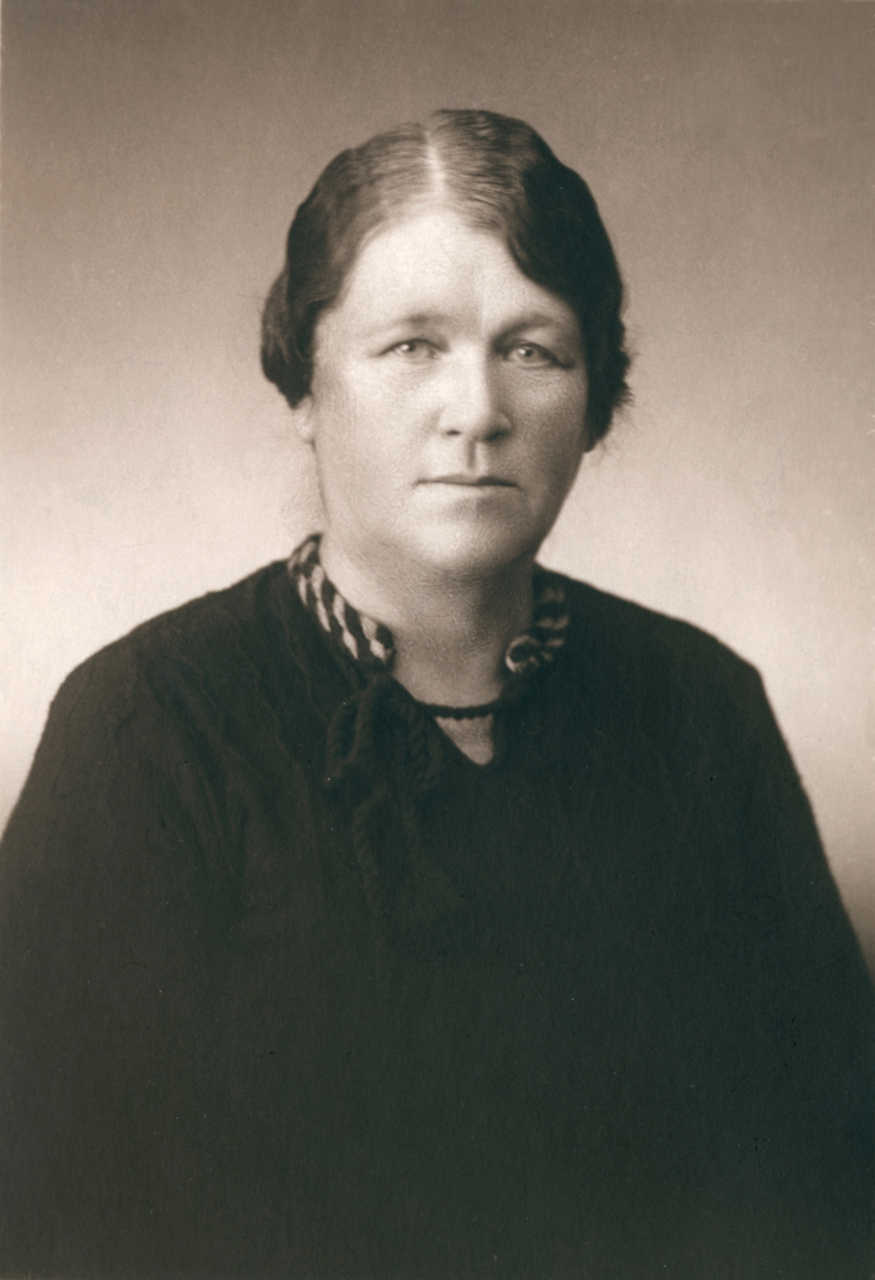

아우니 누올리바라(핀란드어: Auni Nuolivaara, 1883년 5월 22일 - 1972년 10월 26일)는 핀란드의 작가이다. 그녀는 캐트리의 성장 과정을 담은 소설 《목장의 소녀》를 썼다.

## 작품
- 목장의 소녀. 1936.